# 表哥的搬家整理毫無進展
《表哥的搬家整理毫無進展》是吉辺あくろ於月刊GANGAN JOKER創作的日本漫畫。作品於2017年11月22日開始連載，單行本全5卷。

## 故事簡介
高帆的表哥藤嗣考上大學後，為了通學方便而搬到高帆家，與高帆以及她的弟弟成叶同住，高帆覺得藤嗣十分英俊，對他萌生愛意。在她打算幫藤嗣整理搬家物品時，發現他其實熱衷於cosplay，他將成叶打扮成心中「理想的妹妹」的形象，讓高帆心生忌妒。在這之後，高帆經常從與藤嗣的對話中得知他的愛好，並試著投其所好，試著與他拉近關係，但因為藤嗣有許多性偏離的行徑，以及高帆的傲嬌個性，讓兩人的相處充滿笑料，而高帆也因此遲遲無法對藤嗣表達愛意，整理房間的進度更是十分緩慢。

## 登場角色
高帆
藤嗣的表妹、成叶的姐姐。與比起小時候變得更加成熟的藤嗣同居令她小鹿亂撞。
藤嗣
高帆的表哥。本性變得非常變態，聲稱成叶是自己理想的妹妹。
成叶
高帆的弟弟。經常因為被藤嗣開出的條件誘惑而讓藤嗣拍穿女裝時的模樣。

## 出版書籍
| 冊數 | 史克威爾艾尼克斯 | 史克威爾艾尼克斯       | 東立出版社   | 東立出版社             |
| 冊數 | 發售日期         | ISBN                   | 發售日期     | ISBN                   |
| ---- | ---------------- | ---------------------- | ------------ | ---------------------- |
| 1    | 2018年5月22日    | ISBN 978-4-7575-5726-0 | 2020年3月9日 | ISBN 978-9-5726-3866-8 |
| 2    | 2018年9月21日    | ISBN 978-4-7575-5854-0 | 2021年4月6日 | ISBN 978-957-26-3867-5 |
| 3    | 2019年4月22日    | ISBN 978-4-7575-6098-7 |              |                        |
| 4    | 2019年11月22日   | ISBN 978-4-7575-6393-3 |              |                        |
| 5    | 2020年7月21日    | ISBN 978-4-7575-6757-3 |              |                        |

## 外部連結
- 《表哥的搬家整理毫無進展》的Niconico漫畫專頁
- . Square Enix.   [2019-04-11]. （原始内容存档于2019-05-16） （日语）.